# Close (film)
Close è un film del 2019 diretto e scritto da Vicky Jewson.
Noomi Rapace ricopre il ruolo di Sam Carlson, che è liberamente ispirato a Jacquie Davis, una delle più famose guardie del corpo donne al mondo.

## Trama
Sam (Noomi Rapace), guardia del corpo super addestrata ed esperta di anti-terrorismo, incaricata di proteggere Zoe (Sophie Nélisse), una giovane e ricca ereditiera durante un viaggio in Medio Oriente. All'inizio non c'è grande intesa tra le due donne, finché un pericoloso tentativo di rapimento non le costringe a unire le forze e a mettersi in fuga per salvare le loro vite.

## Produzione
Le riprese iniziarono ad agosto 2017 e si sono svolte nel Regno Unito e in Marocco.

## Promozione
Il trailer è stato pubblicato il 3 gennaio 2019 e il film è stato reso pubblico sulla piattaforma digitale Netflix il 18 gennaio 2019.